# Stade de la Meinau
Stade de la Meinau, cunoscut în mod obișnuit ca "La Meinau", este un stadion de fotbal din Strasbourg, Franța. Este terenul pe care RC Strasbourg joacă meciurile de pe teren propriu. De asemenea, a găzduit meciuri internaționale, inclusiv un joc de la Campionatului Mondial de Fotbal din 1938, două jocuri de Euro 1984 și finala Cupei Cupelor din 1988. La Meinau a fost folosit și ca loc unde s-au desfășurat concerte și o slujbă a papei Ioan Paul al II-lea în 1988. Stadionul este deținut de orașul Strasbourgului și este închiriat de RC Strasbourg.